# Karl Lohs
Karl Lohs war ein deutschsprachiger Schriftsteller. 1919 gab er in Wien und Berlin mit Emil Szittya und Hans Richter die Horizont-Flugschriften bzw. Horizont-Hefte heraus. Er war auch ein Mitarbeiter an der von Benno Karpeles herausgegebenen Zeitschrift Der Friede. Wochenschrift für Politik, Volkswirtschaft und Literatur (Wien, 1918–1920). 

## Werke
- Verantwortlichkeit und Bürgertum (In: Der Friede, Nr. 67, 2. Mai 1919, S. 341–342)
- Aus der Manneguin-Schule geplaudert (In: Der Querschnitt, XII. Jahrgang, Heft 5, Mai 1932, Berlin: Propyläen, 1932)
- [Titel ?] (In: Der Querschnitt, XIII. Jahrgang, Heft 7, Oktober 1933, Berlin: Kurt Wolff Verlag 1933)
- Circe, Mondhaupt Praha : Prometheus, 1939